# Ondara
Ondara è un comune spagnolo situato nella comunità autonoma Valenciana.

## Gemellaggi
- Alviano, dal 2002.